# Sabrina Viguier
Pour les articles homonymes, voir Viguier.
Sabrina Viguier (de son complet Sabrina Marie-Christine Viguier) est une de footballeuse internationale française née le 4 janvier 1981 à Rodez. Elle joue au poste de défenseuse. Elle est désormais entraîneuse adjointe à Rodez. Elle a été sélectionnée 93 fois en équipe de France de football. Elle a remporté trois titres de championne de France sous les couleurs du Toulouse FC, quatre titres de championne de France et deux titres de championne d'Europe avec l'Olympique lyonnais.

## Biographie
Elle fait sa première apparition en Équipe de France le 18 novembre 2000 face à la Grèce.
Elle a participé au Championnat d'Europe 2001, à la Coupe du monde 2003, et au Championnat d'Europe 2005.
Lors de l'été 2010, Sabrina Viguier s'engage avec l'Olympique lyonnais.
Fin mars 2014, elle s'expatrie en signant en faveur du club suédois de Goteborg.
Elle revient en France en décembre 2014, en s'engageant avec l'AS Saint-Étienne, pour une durée de 6 mois, puis prend sa retraite sportive début 2017 à l'âge de 36 ans.

## Statistiques

### En club
| Saison                | Club                           | Championnat           | Championnat | Championnat | Coupe(s) nationale(s) | Coupe(s) nationale(s) | Compétition(s) continentale(s) | Compétition(s) continentale(s) | Compétition(s) continentale(s) | Total | Total |
| Saison                | Club                           | Division              | M.          | B.          | M.                    | B.                    | Comp.                          | M.                             | B.                             | M.    | B.    |
| 1999-2000             | Toulouse OAC                   | National 1A           |             |             | -                     | -                     | -                              | -                              | -                              | 0     | 0     |
| 2000-2001             | Toulouse OAC                   | Division 1            | 14+3        | 0+0         | -                     | -                     | -                              | -                              | -                              | 17    | 0     |
| 2001-2002             | Toulouse FC                    | Division 1            | 19+3        | 1+0         | 2+                    | 1+                    | C1                             | 7                              | 0                              | 31    | 2     |
| 2002-2003             | Toulouse FC                    | Division 1            | 18+3        | 0+0         |                       |                       | C1                             | 5                              | 0                              | 26    | 0     |
| 2003-2004             | Toulouse FC                    | Division 1            | 22+2        | 2+0         |                       |                       | -                              | -                              | -                              | 24    | 2     |
| 2004-2005             | Toulouse FC                    | Division 1            | 21          | 3           | 2                     | 0                     | -                              | -                              | -                              | 23    | 3     |
| 2005-2006             | Toulouse FC                    | Division 1            | 21          | 2           | 4                     | 0                     | -                              | -                              | -                              | 25    | 2     |
| Sous-total            | Sous-total                     | Sous-total            | 126         | 8           | 8                     | 1                     | -                              | 12                             | 0                              | 146   | 9     |
| 2006-2007             | Montpellier Hérault Sport Club | Division 1            | 22          | 2           | 1                     | 0                     | -                              | -                              | -                              | 23    | 2     |
| 2007-2008             | Montpellier Hérault Sport Club | Division 1            | 19          | 0           | 3                     | 0                     | -                              | -                              | -                              | 22    | 0     |
| 2008-2009             | Montpellier Hérault Sport Club | Division 1            | 20          | 1           | 5                     | 1                     | -                              | -                              | -                              | 25    | 2     |
| 2009-2010             | Montpellier Hérault Sport Club | Division 1            | 20          | 2           | 5                     | 0                     | C1                             | 9                              | 1                              | 34    | 3     |
| Sous-total            | Sous-total                     | Sous-total            | 81          | 5           | 14                    | 1                     | -                              | 9                              | 1                              | 104   | 7     |
| 2010-2011             | Olympique lyonnais             | Division 1            | 19          | 1           | 2                     | 1                     | C1                             | 8                              | 0                              | 29    | 2     |
| 2011-2012             | Olympique lyonnais             | Division 1            | 16          | 0           | 5                     | 0                     | C1                             | 7                              | 0                              | 28    | 0     |
| 2012-2013             | Olympique lyonnais             | Division 1            | 16          | 0           | 5                     | 2                     | C1                             | 5                              | 0                              | 26    | 2     |
| 2013-2014             | Olympique lyonnais             | Division 1            | 9           | 0           | -                     | -                     | C1                             | 1                              | 0                              | 10    | 0     |
| Sous-total            | Sous-total                     | Sous-total            | 60          | 1           | 12                    | 3                     | -                              | 21                             | 0                              | 93    | 4     |
| 2014                  | Goteborg                       | Damallsvenskan        | 21          | 0           | 1                     | 0                     | -                              | -                              | -                              | 22    | 0     |
| Sous-total            | Sous-total                     | Sous-total            | 21          | 0           | 1                     | 0                     | -                              | -                              | -                              | 22    | 0     |
| 2014-2015             | Saint-Etienne                  | Division 1            | 6           | 0           | 4                     | 0                     | -                              | -                              | -                              | 10    | 0     |
| 2015-2016             | Saint-Etienne                  | Division 1            | 22          | 0           | 2                     | 0                     | -                              | -                              | -                              | 24    | 0     |
| Sous-total            | Sous-total                     | Sous-total            | 28          | 0           | 6                     | 0                     | -                              | -                              | -                              | 34    | 0     |
| 2016                  | IF Limhamn Bunkeflo (en)       | Elitettan             | 12          | 0           | 1                     | 0                     | -                              | -                              | -                              | 13    | 0     |
| Sous-total            | Sous-total                     | Sous-total            | 12          | 0           | 1                     | 0                     | -                              | -                              | -                              | 13    | 0     |
| Total sur la carrière | Total sur la carrière          | Total sur la carrière | 328         | 14          | 42                    | 5                     | -                              | 42                             | 1                              | 412   | 20    |

- « Les Féminines », sur alloforum.com (consulté le 26 décembre 2023)
- http://loranp46.free.fr/index.php/menu/resultats/13-feminines/233-resultats-2004-2005

### En sélection
| Sélection | Année | Statistiques | Statistiques |
| Sélection | Année | Matchs       | Buts         |
| --------- | ----- | ------------ | ------------ |
| France    | 2000  | 1            | 0            |
| France    | 2001  | 2            | 0            |
| France    | 2002  | 6            | 0            |
| France    | 2003  | 12           | 1            |
| France    | 2004  | 12           | 0            |
| France    | 2005  | 10           | 0            |
| France    | 2006  | 11           | 0            |
| France    | 2007  | 9            | 0            |
| France    | 2008  | 2            | 0            |
| France    | 2009  | 10           | 0            |
| France    | 2010  | 6            | 0            |
| France    | 2011  | 8            | 0            |
| France    | 2012  | 4            | 0            |
| Total     | Total | 93           | 1            |

## Palmarès
- Ligue des Champions : 2011 et 2012
- Championne de France : 2000, 2001 et 2002 (avec Toulouse), 2011, 2012, 2013 et 2014 (avec Lyon)
- Challenge/Coupe de France : 2002 (avec Toulouse), 2007 et 2009 (avec Montpellier), 2012, 2013 et 2014 (avec Lyon)
- D2 Suédoise : 2016 (avec IF Limhamn-Bunkeflo (en))